# Oldeouwer
Oldeouwer (en frison : Alde Ouwer ou Aldeouwer) est un village de la commune néerlandaise de De Fryske Marren, situé dans la province de Frise.

## Géographie
Oldeouwer est situé sur la rive nord du Tsjûkemar, à 6 km au sud de Joure. Il forme une seule agglomération avec Ouwsterhaule et Ouwster-Nijega, situés juste au nord.

## Histoire
Oldeouwer est un village de la commune de Skarsterlân avant le 1er janvier 2014, date à laquelle celle-ci fusionne avec Gaasterlân-Sleat et Lemsterland pour former la nouvelle commune de De Friese Meren, devenue De Fryske Marren en 2015.

## Démographie
Le 1er janvier 2018, le village comptait 80 habitants.